# Norddeutsche Reederei
De Norddeutsche Reederei is een Duitse rederij met 30 containerschepen tussen 1600 en 8400 TEU en een totale vervoercapaciteit van ongeveer 122.000 TEU.
De rederij werd opgericht door Heinrich Ferdinand Schuldt, die in 1868 als zelfstandige ging werken in Flensburg. In 1905 bestond de rederij uit 23 schepen.